# Turco-calvinismo

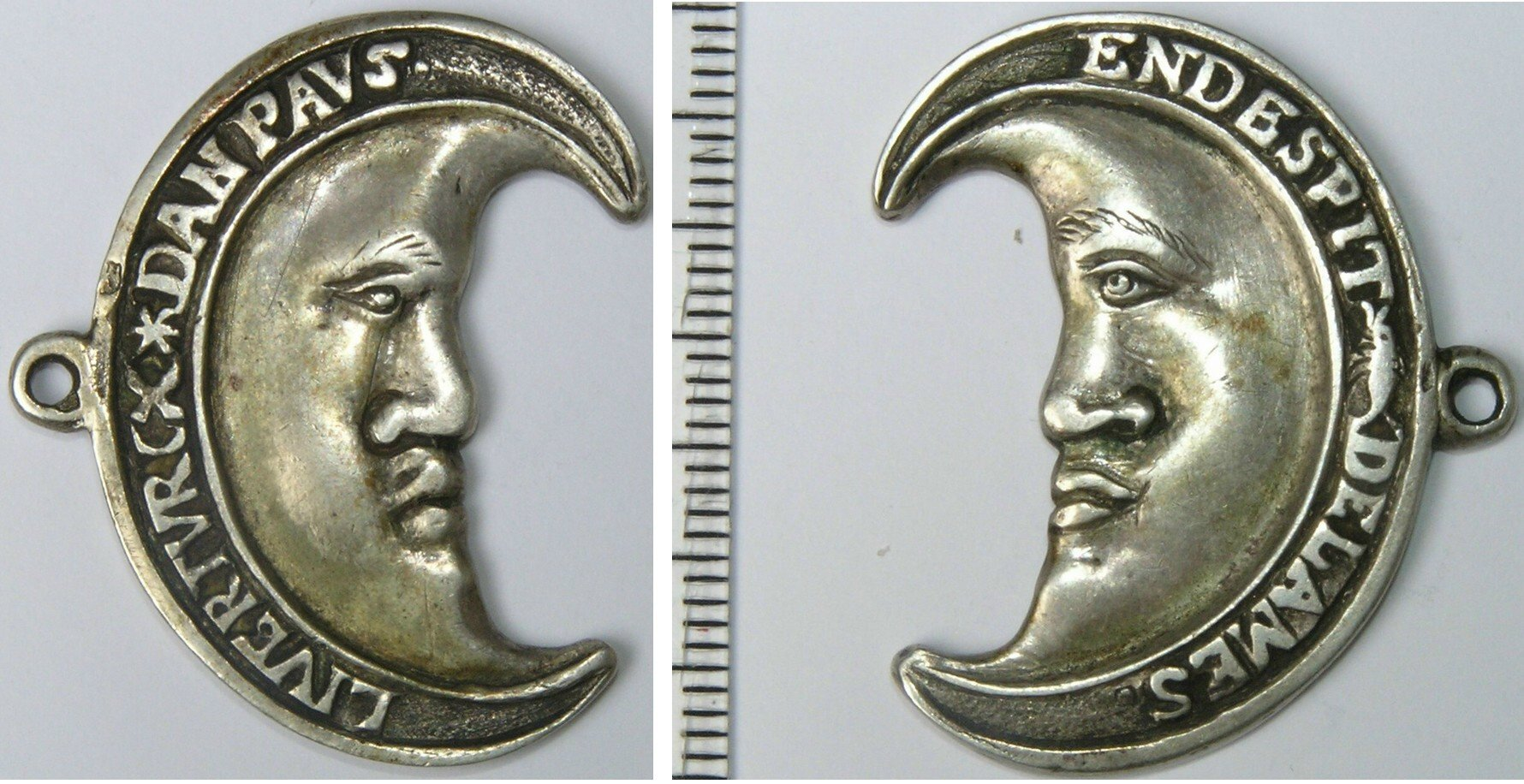
Una medaglia Geuzen olandese a forma di mezzaluna all'epoca della rivolta olandese anti-spagnola, con lo slogan " Liver Turcx dan paus, en despit de la mes". ("meglio i turchi che il papista, nonostante la messa"), 1570.

Il turco-calvinismo (in olandese Calvinoturkisme) si riferisce all'alleanza o al riavvicinamento tra i seguaci della Riforma protestante e l'Impero ottomano durante il XVI secolo.
Questo riavvicinamento avvenne a spese degli Asburgo cattolici, poiché la Riforma protestante stava lottando per la sopravvivenza in Europa ed entrò in seguito in conflitto frontale con il movimento iconoclasta del 1567, e in concomitanza anche l'Impero ottomano stava combattendo contro gli Asburgo per il controllo dell'Europa centrale. Questo riavvicinamento può essere visto come una continuazione dell'alleanza franco-ottomana stabilita da Francesco I di Francia all'inizio del XVI secolo, sebbene la Francia, come potenza cattolica, fosse spesso nemica delle potenze protestanti del nord Europa.
Gli olandesi in particolare erano coinvolti in queste relazioni. Furono scambiati gli inviati e fu stabilito un centro del commercio ottomano ad Anversa in accordo con il Sultano, dove quattro greci furono in grado di officiare. Questo riavvicinamento portò uno stimolo allo sviluppo di Anversa e della costa occidentale. Nel 1612, l'Olanda stabilì un'ambasciata formale nell'Impero ottomano, dopo la Francia (1534) e l'Inghilterra